# Üzlet a korzón
Az Üzlet a korzón (eredeti cím: Obchod na korze) egy 1965-ben bemutatott, fekete-fehér, Oscar-díjas csehszlovák film. A lengyel Ida Kamińskát, a női főszereplőt pedig 1967-ben a legjobb színésznőnek járó Oscar-díjra jelölték.

## Cselekmény
1942-ben a náci Németország bábállamában, Szlovákiában az árjásítás során Tóno Brtko, Tóni egy zsidó üzlethez jut. A kifosztott tulajdonos, egy öreg hölgy semmit nem ért az eseményekből. Brtko tulajdonképpen szánja, de „boldog tudatlanságban” tartja Lautmann nénit, hogy ki ő valójában, és belemegy, hogy távoli unokaöccsének hazudja magát. Meg szeretné óvni ugyan a koncentrációs táborba kerüléstől, bár Lautmann-néért nem jönnek, hogy elvigyék. Tóno viszont ezt hiszi, mikor a korzón nagy számú deportálásra szánt, transzportra vitt embertömeg jelenik meg. Lautmann néni nem érti az egészet, amikor a hangosbemondóban összeterelik a zsidó lakosságot, és Tóni is félelmében ki akarja zavarni az üzletből a nénit, aki szintén pánikba esik ettől, és a pogrom szót kiáltozva, elszalad Tóno elől. Miután azonban a zsidó transzport elindul a korzóról, Tóno megnyugszik, és bocsánatot kér az asszonytól, miközben meglátja az ablakból, hogy Kolkocký rendőr egy társával közeledik az üzlethez. Lautmann néni a bejárati ajtóhoz akar menni, mert azt mondja, be kell zárni a boltot. Tóni viszont erre bepánikol, hogy a néniért jöttek, és ezért befelé tereli Rozália asszonyt, aki viszont hangosan ellenáll, így az idős asszonyt erősen megragadva, betaszítja, bedobja egy szomszédos szobába, aki az eséstől meghal, és így Tóni akaratán kívül megöli a nénit. A vélt veszély elmúltával Tóno Brtko mikor észreveszi, hogy mit tett, szégyenében öngyilkos lesz, felakasztja magát.
Ilyen mélyen, szinte mikroszkopikus részletességgel még senki sem ábrázolta a háborús kisváros különös atmoszféráját, elzárkózott, önmagába fordult, a világ változásairól mit sem tudó, s tudni nem is akaró életét – e kopott városka mégis jelképpé nő: a történelmi időn, helyi s politikai tekinteteken messze túl: a közös »kelet-európai mizéria« sajátos telephelyévé, mely lehetne a nyírségi homokon, a Regát hegyei között is. Egy kis embertenyészet, mely épp akkor kezd kivetkőzni múltjából s századokon át kialakult szokásaiból, amikor a külvilág vadabb, kegyetlenebb és ravaszabb erői harapófogóba szorítják. S torz módon fölismerhetetlenségig egymásba keveredik a jobb élet igénye a becstelen csábításokkal, a régi tisztesség az idejétmúlt gondolatokkal: az »élünk, ahogy tudunk« kispolgári elve szinte akaratuk ellenére teszi szörnyeteggé öntudatlan híveit.

## Szereplők
- Ida Kamińska – Rozália Lautmanno-né/néni (Pártos Erzsi)
- Jozef Kroner – Anton „Tóno/Tóni” Brtko (Tyll Attila)
- Hana Slivková – Evelyna Brtková (Kelemen Éva)
- Martin Hollý – Imre Kuchar, a könyvelő (Gáti József)
- František Zvarík – Markus Kolkocký, a rendőr (Kautzky József)

## Díjak
- Golden Globe, 1965 — Legjobb idegen nyelvű film
- Oscar-díj, 1966 — Legjobb idegen nyelvű film
- Cannes-i fesztivál, 1965 — Különdíj Ida Kamińska és Jozef Kroner számára